# Танява-2 (заповідне урочище)
Таня́ва-2 — заповідне урочище в Україні. Розташоване в межах Болехівської міської громади Калуського району Івано-Франківської області, на південний захід від села Танява.
Площа 7 га. Статус надано згідно з рішенням облвиконкому від 19.07.1988 року № 128. Перебуває у віданні ДП «Болехівський держлісгосп» (Болехівське л-во, кв. 15, вид. 4).
Статус надано з метою збереження частини лісового масиву з високопродуктивним буковим насадженням віком бл. 120 років. Заповідне урочище розташоване на північно-східній околиці масиву Сколівські Бескиди.